# Borrelia recurrentis
Borrelia recurrentis (zwana borelią duru powrotnego) – krętek chorobotwórczy dla człowieka.  Wektorem są wesz ludzka oraz kleszcze. Wywołuje dur powrotny oraz zapalenie opon mózgowo-rdzeniowych.